# 巴卓县
巴卓县，是泰国南部那拉提瓦府的一个县。总面积171.7平方公里，总人口48605人，人口密度283.1人/平方公里（2005年）。

## 行政区划
巴卓县辖有6个区，43个村。